# Godfried II van Vendôme
Godfried II Jordaan van Vendôme (overleden in 1102) was van 1067 tot aan zijn dood heer van Preuilly en van 1085 tot aan zijn dood graaf van Vendôme. Hij behoorde tot het huis Preuilly.

## Levensloop
Godfried was de zoon van Godfried II Martel, heer van Preuilly, en ene Almodis. In 1067 volgde hij zijn vader op als heer van Preuilly.
Hij huwde met Euphrosina van Nevers, dochter van graaf Fulco van Vendôme. Na het overlijden van zijn schoonbroer Burchard III in 1085 nam Godfried II de regering van het graafschap Vendôme over. Hij nam deel aan het conflict tussen graven Godfried III en Fulco IV. Aanvankelijk steunde Godfried Fulco, maar later koos hij de zijde van diens broer Godfried III. Hierdoor werd Godfried III van Vendôme gevangengezet door Lancelin van Beaugency, een leenman van Fulco IV. In 1090 werd hij na het betalen van losgeld vrijgelaten.
Net als zijn voorgangers kwam Godfried in conflict met de Abdij van La Trinité. Dit leidde tot zijn excommunicatie en om deze opgeheven te krijgen moest hij deelnemen aan de Eerste Kruistocht. Hij bleef tot aan zijn dood in Palestina. Volgens sommigen stierf Godfried in 1102, nadat hij in 1099 door de Arabieren was gevangengenomen bij de Slag bij Ashkelon. Anderen zeggen dan weer dat Godfried in 1103 sneuvelde bij de Slag bij Rames.

## Nakomelingen
Godfried en Euphrosina kregen volgende kinderen:
- Godfried III (overleden in 1145), graaf van Vendôme
- Eschivard (overleden in 1137), heer van Preuilly
- Engelbaud (overleden in 1157), aartsbisschop van Tours
- Maria, huwde met heer Aimeric van Lavardin